# 巴尼亞
巴尼亞是保加利亞的城鎮，位於該國中部，距離首府普羅夫迪夫45公里，由普羅夫迪夫州負責管轄，面積14.45平方公里，海拔高度295米，2010年人口3,468，居民主要信奉東正教。

## 外部連結
- Banya, Bulgaria website （页面存档备份，存于）